# آرتور مالویان
آرتور میکائیلی مالویان (ارمنی: Արթուր Մալոյան؛ زادهٔ ۴ فوریهٔ ۱۹۸۹) بازیکن فوتبال در پست هافبک ارمنی‌تبار اهل روسیه است.

## باشگاهی
از باشگاه‌هایی که در آن بازی کرده‌است می‌توان به باشگاه فوتبال اسپارتاک مسکو، باشگاه فوتبال آنژی مخاچ‌قلعه، باشگاه فوتبال اورال یکاترینبورگ، باشگاه فوتبال دینامو بریانسک، باشگاه فوتبال شینیک یاروسلاول، باشگاه فوتبال آرسنال تولا، باشگاه فوتبال موردوویا سارانسک، باشگاه فوتبال ینی‌سئی کراسنویارسک، باشگاه فوتبال تیومن و باشگاه فوتبال اوروژای کراسنودار اشاره کرد.

## تیم ملی
وی همچنین در تیم ملی فوتبال تیم ملی فوتبال زیر 21 سال روسیه بازی کرده‌است.